# Los Guayos (rijeka)
Los Guayos je rijeka u Venezueli. Ulijeva se jezero Valencia (endoreički bazen).